# Узла
Узла (бел. У́зла) — деревня в Сватковском сельсовете Мядельского района Минской области Белоруссии.

## История

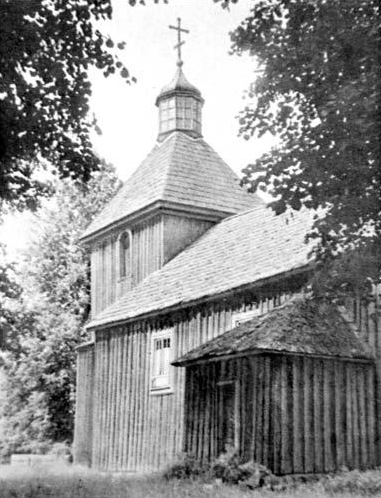
Успенская церковь

В 1567 году — имение Узла Ошмянского повета принадлежало князю Стефану Андреевичу Збаражскому. Согласно «Попису войска литовского 1567 года» князь выставлял «з Забрезья, з Груздова, з Олян, с Кобыльник, з Жирович, з Нарочи, з Узлы, з Рабыни, з Нивок в повете Ошменском коней з них тридцать семь».
В 1846 г. — имение в Вилейском уезде Виленской губернии, собственность графа К. И. Тизенгауза. Фольварок насчитывал 9 деревень и 2 застенка, 11 389 десятин земли, 140 тяглых дворов. В имении было 4 корчмы, 3 таверны, водяная мельница, суконная мастерская, винокурня. В имении производился кирпич.
В 1884 году на винокурне работало 9 рабочих, была установлена паровая машина.
В 1894 г. начало действовать крахмальное производство. В 1895 году на крахмальном производстве работало 7 человек. В 1889 году на производстве действовала паровая машина.

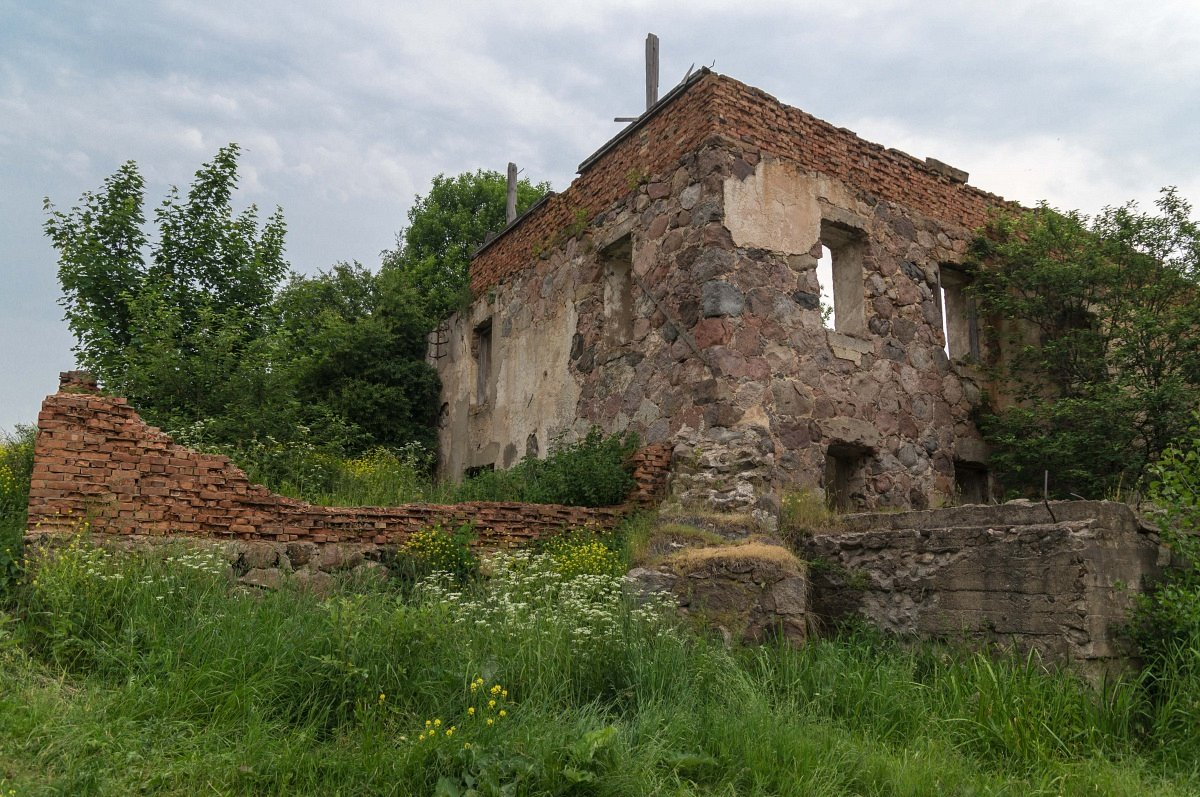
Фрагменты мельницы

В 1897 году Узла — село из 6 дворов, 18 жителей, мельница, магазин, корчма, церковь.
В 1904 году на месте деревни находился фольварок (67 жителей), село (18 жителей), сторожка (9 жителей) — владение Пщездецких, часть села (11 жителей) принадлежала Узлянской православной церкви.
В 1899 году в селе открыта одноклассная церковно-приходская школа. Село входило в состав Мядельской волости Вилейского уезда.
В годы Первой мировой войны деревня Узла находилась в прифронтовой территории русской императорской армии. По воспоминаниям генерала Владимира Фёдоровича Джунковского, во время Нарочской операции (март 1916 года) в Узле находился штаб генерала от инфантерии Петра Семёновича Балуева, командующего Южной наступательной группы русских войск.
28 марта 1916 года со станции Кривичи в дер. Узла прибыл великий князь Георгий Михайлович для награждения отличившихся участников Нарочской операции.
В 1921 году деревня, фольварок и лесничество в составе Мядельской гмины Дуниловичского повета Виленской земли (II Речь Посполитая). В деревне было 177 жителей, в фольварке и лесничестве — 3 жителя.
С 1925 года — в составе Поставского повета Виленского воеводства.
В сентябре 1939 года силами войск Белорусского фронта РККА территория была включена в состав БССР.
С 12.10.1940 года — в составе Брусовского сельсовета Мядельского района Вилейской области.
В 1940 году — 36 дворов, 136 жителей.
В годы Великой Отечественной войны гитлеровцы сожгли 4 хозяйства в деревне, 9 жителей деревни погибли в боях на фронтах войны.
С 20.09.1944 года — в составе Молодечненской области.
В 1948 году на реке Узлянка введена в строй гидроэлектростанция, которая обеспечивала электроэнергией деревни Узла, Брусы, Бонда, Лужи и др.
В 1949 году организован колхоз имени Сталина.
С 15.04.1954 по 01.02.1988 год — деревня являлась центром укрупненного колхоза имени Ленина.
В 1959 году — 6 дворов, 186 жителей. Школа, радиоузел, отделение связи, библиотека, клуб, магазин.
С 20.01.1960 года — в составе Минской области.
С 23.12.1965 г. — центр Брусовского сельсовета.
С 23.03.1987 года — в Сватковском сельсовете.
С 1994 года действовала агрофирма «Заря».
На 01.01.1997 год — 111 дворов, 262 жителя. Ремонтные мастерские, лесничество, Дом фольклора, библиотека, отделение связи и сберегательного банка, базовая школа, детский сад, магазин, фельдшерско-акушерский пункт.
С марта 1997 года — в составе сельскохозяйственного предприятия имени М.Танка (центр — д. Сватки).

## Достопримечательности
- Агроусадьба "Узлянка" с байдарочной базой.
- Братское захоронение 45 русских воинов (март 1916 года)[3].
- Памятник 59 землякам колхоза имени Ленина, погибших в годы Великой Отечественной войны (1956 г.)
- Руины водяной мельницы.
- Успенская церковь (Узла).